# Pio Filippani Ronconi
Pio Alessandro Carlo Fulvio Filippani-Ronconi (Madrid, 10 marzo 1920 – Roma, 11 febbraio 2010) è stato un indologo, iranista, esoterista e militare italiano.

## Biografia

### Famiglia, infanzia e adolescenza
Figlio di Fulvio Benedetto Biagio Stefano Maria Filippani-Ronconi e di Anita Tamagno, nato a Madrid nel 1920 da famiglia aristocratica di nobiltà romana pontificia, in seguito allo scoppio della Guerra civile spagnola si spostò in Italia con la famiglia. Ivi conseguì il diploma classico al De Mérode e successivamente si dedicò allo studio universitario delle lingue indoeuropee, tra cui il sanscrito e molti dialetti dell'India, e di altre lingue quali il turco, l'arabo, l'ebraico, il cinese. Per questo fu più tardi impiegato all'EIAR come lettore dei radiogiornali in lingua straniera.

### Interessi spirituali
I suoi interessi spirituali lo portarono alla pratica del Tantra e alla conoscenza di Julius Evola e di altri membri del Gruppo di Ur.
Filippani-Ronconi avvertì i limiti della lettura del tantrismo fatta da Julius Evola: l'interpretazione di Evola accentuava l'aspetto della volontà dell'asceta che infrange ogni limitazione ordinaria, ma lasciava in ombra un altro aspetto fondamentale del tantrismo, quello della pura consapevolezza, del pensiero cosciente che rischiara ogni reazione interiore.

### Seconda guerra mondiale
Allo scoppio della seconda guerra mondiale si arruolò volontario nella Compagnia Volontari Universitari appartenente alla Granatieri di Sardegna, e combatté in Africa settentrionale italiana. Ferito due volte, fu promosso dapprima caporale e successivamente sergente, venendo decorato con alcune onorificenze. Dopo la caduta di Mussolini e la fondazione della Repubblica Sociale Italiana, si arruolò con il grado di Obersturmführer nella Legione SS italiana, formazione appartenente alle Waffen SS europee, e per il suo impegno nella difesa del fronte di Anzio (Nettuno) ricevette dal comando tedesco la Croce di Ferro di seconda classe. Nel 1945 fu recluso nel Campo di concentramento di Coltano.

### Dopoguerra
Dopo la seconda guerra mondiale, fu impiegato all'ufficio radiodiffusione per l'estero della presidenza del Consiglio. Conobbe in questo periodo Massimo Scaligero, attraverso il quale si avvicinò agli scritti di Rudolf Steiner; fu nello stesso tempo amico di Giovanni Colazza ("Leo" del Gruppo di Ur), un diretto collaboratore di Steiner. 
Filippani aderì al metodo di ascesi antroposofico, incentrato su esercizi di purificazione del pensiero, della volontà, del sentimento, del giudizio, della memoria; rimase peraltro appartato rispetto alla Società Antroposofica e agli antroposofi  "di scuola", preferendo perseguire un cammino di ricerca individuale e non settario.

### Studi e insegnamento
"Nel 1939 si iscrisse alla Facoltà di Lettere e Filosofia dell'Università di Roma, dove fu allievo dell'Accademico d'Italia professor Carlo Formichi, per la lingua sanscrita, dell'Accademico d'Italia professor Giuseppe Tucci, per le religioni e filosofie dell'India e dell'Estremo Oriente, nonché del professor Ettore Rossi (più tardi Socio linceo), per le lingue turca e persiana. Vi apprese anche l'arabo, il pali, il tibetano e l'avestico." Laureatosi in indologia con il massimo dei voti e la lode, nel marzo 1949, con una tesi su L'azione mistica in rapporto alla coscienza unitaria dell'universo, secondo la speculazione indiana. Studio introduttivo al concetto del Macrantropo, avente come oggetto la molteplicità degli stati di coscienza nella filosofia Vedānta, nel 1959 iniziò la carriera accademica all'Istituto Universitario Orientale di Napoli come assistente ordinario di Giuseppe Tucci alla cattedra di Religioni e Filosofie del Medio ed Estremo Oriente. L'anno seguente fu nominato docente di Lingua e Letteratura sanscrita e nel 1970 professore straordinario di Dialettologia iranica, per finire nel 1972 diventò ordinario nella cattedra di Religioni e Filosofie dell'India. Della sua attività di traduzione di testi e saggi sulle tradizioni orientali resta fondamentale il volume sul Canone buddhista. Parallelamente alla sua attività accademica, Filippani Ronconi pose le proprie conoscenze tecniche al servizio delle istituzioni italiane, lavorando come crittografo presso il Ministero della difesa nonché come traduttore di lingue orientali.
Dal 1970 al 1973 fu vicepresidente dell'Istituto Ticinese di Alti Studi a Lugano e tra il 1990 e il 2002 partecipò agli incontri di Eranos.

### Indagini della magistratura
Verso la fine degli anni novanta fu interrogato quale persona informata sui fatti nell'ambito dell'inchiesta sulla strage di piazza Fontana, in relazione alla sua partecipazione al convegno dell'Hotel Parco dei Principi sulla guerra rivoluzionaria, nel quale aveva presentato una relazione dal titolo "Ipotesi per una contro rivoluzione" che prospettava "una guerra totale contro l’apparato sovversivo comunista e dei suoi alleati". Nel suo intervento, Filippani Ronconi ipotizzava l'opportunità di costituire, per finalità controrivoluzionarie, "... nuclei scelti di pochissime unità, addestrati a compiti di controterrore e di «rotture» eventuali dei punti di precario equilibrio, in modo da determinare una diversa costellazione di forze al potere. Questi nuclei, possibilmente l’un l’altro ignoti, ma ben coordinati da un comitato direttivo, potrebbero essere composti in parte da quei giovani che attualmente esauriscono sterilmente le loro energie, il loro tempo e, peggio ancora, il loro anonimato, in nobili imprese dimostrative, che non riescono a scuotere l’indifferenza della massa di fronte al deteriorarsi della situazione nazionale".
Successivamente Filippani Ronconi venne nuovamente coinvolto, seppure indirettamente, in una indagine, in quanto risultò che Delfo Zorzi, all'epoca latitante ed accusato di strage (ma infine assolto), aveva seguito i suoi corsi universitari all'Istituto Universitario Orientale di Napoli e aveva dato con lui l'esame di sanscrito.
In ambedue i casi le indagini esclusero qualsiasi sua forma di coinvolgimento in attività di tipo eversivo e non diedero luogo ad alcun seguito giudiziario.

### Attività

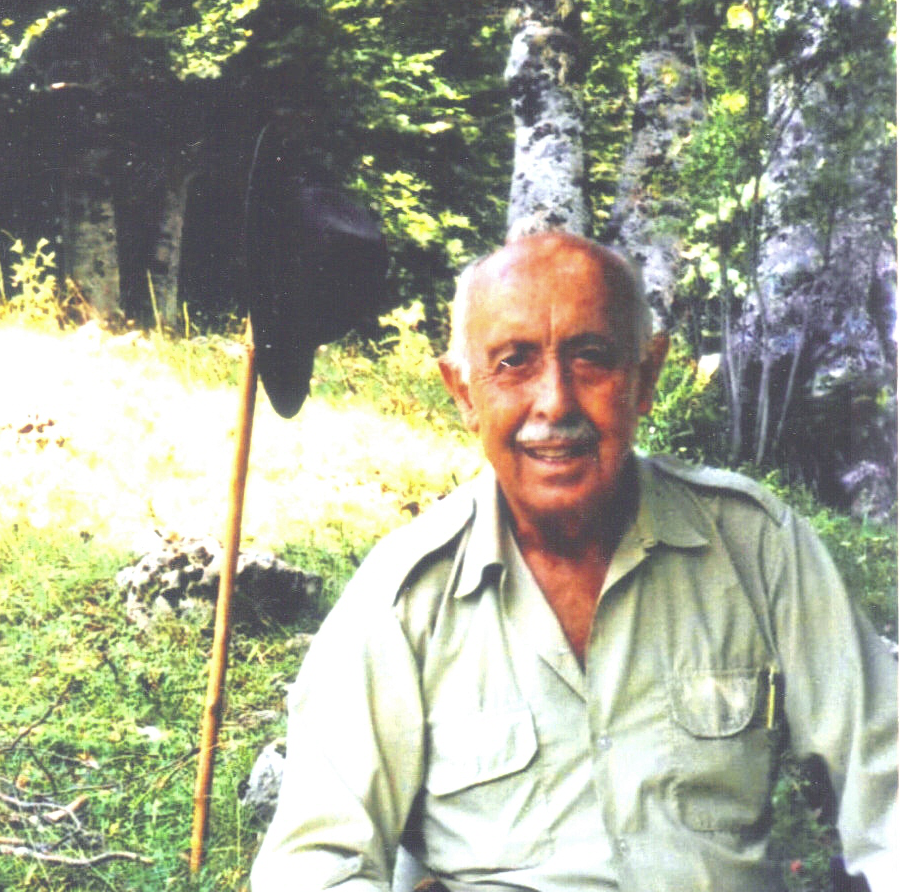
Un anziano Pio Filippani Ronconi

Filippani-Ronconi conobbe personalmente lo scià di Persia Mohammad Reza Pahlavi e lo scià dell'Afghanistan Mohammed Zahir Shah, frequentando quest'ultimo nel periodo del suo esilio romano. Da Reza di Persia fu invitato a partecipare alle celebrazioni del bimillenario dell'impero achemenide.
In qualità di docente e storico delle religioni, ha sviluppato ricerche sulle sette gnostiche in India e Tibet e sui movimenti mistici ed eterodossi nell'Islam orientale, specialmente in Persia. Ha indirizzato i propri interessi verso la fenomenologia religiosa, dello Yoga e dello Sciamanesimo, argomenti sui quali ha pubblicato vari scritti. Fra le sue attività, si ricorda la partecipazione alla spedizione in Marocco promossa dalla Fondazione Ludwig Keimer, presieduta da Boris de Rachewiltz, che portò alla scoperta dell'antica città di Sigilmassa.
Nel 2000 ha collaborato con il Corriere della Sera scrivendo articoli sulle filosofie orientali, ma il rapporto si interruppe quando un lettore denunciò al giornale la militanza di Filippani-Ronconi nelle Waffen SS nel corso della seconda guerra mondiale e la redazione del giornale ne pretese l'allontanamento, insieme al giornalista Armando Torno.
Filippani Ronconi commentò:
È stato uno storico delle religioni, conoscitore di tradizioni mistiche del Vicino e dell'Estremo Oriente e di numerose lingue occidentali e orientali, è ritenuto tra i massimi orientalisti e storici delle religioni del Novecento italiano. Una cerchia di discepoli, nel corso della sua vita, si è rivolta a lui come a un autentico maestro spirituale e ancora oggi, dopo la sua morte, ne segue le indicazioni per la disciplina dello spirito.

### Morte
I suoi funerali si sono svolti il 13 febbraio 2010 nella Chiesa di Santa Caterina Martire, alle ore 11, con rito russo ortodosso, secondo le sue indicazioni. Le sue spoglie riposano al cimitero del Verano.

### Figli
La figlia Sveva Olga è produttrice televisiva, il figlio Rodrigo lavora nel settore automobilistico.

## Nella cultura di massa
Pietrangelo Buttafuoco si è ispirato a lui per il personaggio di Alì degli Aliminusa nel romanzo Le Uova del Drago.

## Distinzioni
Membro dell'Accademia Pontaniana di Napoli e dell'Istituto di Studi Califfali della Reale Accademia di Cordoba, Filippani-Ronconi è stato l'unico occidentale ad aver ricevuto la laurea honoris causa in Teologia e Scienze dell'Islam all'Università di Teheran, ed ha anche ricevuto quella in Filosofia della Storia nell'Ateneo di Trieste.

## Opere

### Autore
- Avviamento allo studio del pensiero orientale, Napoli, Pironti, 1959 (2 vol.).
- Storia del pensiero cinese, Torino, 1964 (nuova edizione: Bollati Boringhieri, 1992).
- Ismaeliti ed "Assassini", Basilea, Thoth, 1973 (nuova edizione: Rimini, Il Cerchio, 2004, ISBN 88-8474-059-2).
- Le vie del Buddhismo, Roma, Basaia, 1986 (nuova edizione: Genova, ECIG, 1988, ISBN 88-7545-905-3).
- Vak. La parola primordiale. Quattro saggi sui Tantra, Marina di Patti, 1988.
- Magia, religioni e miti dell'India, Roma, Casa del Libro, 1989.
- Miti e religioni dell'India, Roma, Newton Compton, 1992.
- Il buddhismo, storia e dottrina, Roma, 1994 (nuova edizione: Roma, Newton Compton, 2004).
- Buddha: aforismi e discorsi, Roma, Tascabili Newton, 1994.
- L'induismo, Roma, Tascabili Newton, 1994.
- Zarathustra e il Mazdeismo, Roma, Edizioni Irradiazioni, 2007.
- Un altro Islam. Mistica, metafisica e cosmologia, Roma, Edizioni Irradiazioni, 2012.

### Curatore e traduttore
- Nasir-e Hosraw, Il libro dello scioglimento e della liberazione, Napoli, Istituto Universitario Orientale, 1959.
- Upanisad antiche e medie, Torino, Paolo Boringhieri, 1960-1961 (nuova edizione: Torino, Bollati Boringhieri, 2007 ISBN 978-88-339-1797-9).
- Sa'dî, Il roseto, Torino, Paolo Boringhieri, 1965.
- Ummu'l-Kitab, Napoli, Istituto Universitario Orientale, 1966. Ulteriore edizione con prefazione di Farhad Daftary: IRFAN Edizioni, 2016.
- Canone buddhista: discorsi brevi, Torino, UTET, 1968.
- Canone buddista: così è stato detto (Itivuttaka), Milano, 1995.
- Buddha, La via per la saggezza. Dhamma-Pada e discorsi, Roma, Newton Compton, 2006.

### Prefazioni
- "Julius Evola e la via della realizzazione", introduzione a: Julius Evola, Lo Yoga della Potenza. Saggio sui Tantra, Roma, Edizioni Mediterranee, 1968-1994.
- Introduzione a: Massimo Scaligero, La luce. Introduzione all'immaginazione creatrice, Edilibri, 2005.

### Articoli
- "Note sulla costruzione del mandala con riferimento al primo capitolo del Guhyasamayatantra", in: AION, Napoli, 1959.
- "La cosmologia arcana degli Ismaeliti", in: Vie della Tradizione, n. 7, luglio-settembre 1972.
- "Aspetti della teoria della parola nello Sivaismo del Kasmir", in: Vie della Tradizione, n. 25, gennaio-marzo 1977.
- "Le cinque vie per il cuore secondo lo Scivaismo del Kashmir", in: Vie della Tradizione, n. 29, gennaio-marzo 1978.
- "Il mezzo di Sciva (çâmbhavôpâya) e le "vie al vuoto", in: Vie della Tradizione, n. 30, aprile-giugno 1978.
- "Significato e valore del pensiero indiano per l'occidente (È possibile una sintesi fra India e Occidente?), in: Vie della Tradizione, n. 31, luglio-settembre 1978.
- "I Siddha ed i "sistemi del cuore", in: Vie della Tradizione, n. 32, ottobre-dicembre 1978.
- "Orientamenti della medicina tradizionale indiana", in: Vie della Tradizione, n. 35, luglio-settembre 1979.
- "Psicologia fondamentale dello Shamanesimo in Asia ed in America", in: Vie della Tradizione, n. 36, ottobre-dicembre 1979.
- "Motivi regali dall'Iran all'occidente" (prima parte), in: Vie della Tradizione, n. 37, gennaio-marzo 1980.
- "Motivi regali dall'Iran all'occidente" (seconda parte), in: Vie della Tradizione, n. 38, aprile-giugno 1980.
- "Diversi orizzonti per una ricerca culturale", in: Vie della Tradizione, n. 40, ottobre-dicembre 1980.
- "Tradizione e "tradizionalismi". Le non-vie degli incapaci", in: Solstitium, anno VIII, n. 1, marzo 1983.
- "I Tantra Antropologia e cosmologia" (prima parte), in: Vie della Tradizione, n. 52, ottobre-dicembre 1983.
- "I Tantra Antropologia e cosmologia" (seconda parte), in: Vie della Tradizione, n. 53, gennaio-marzo 1984.
- "Il quadruplice vuoto e la Mahâmudrâ secondo il Sahajayâna" (prima parte), in: Graal, anno IV, n. 13-14, 1987.
- "Il quadruplice vuoto e la Mahâmudrâ secondo il Sahajayâna" (seconda parte), in: Graal, anno IX, n. 36, 1991.
- "L'Isola Iniziatica", in: Graal, anno IX, n. 36, 1991.
- "Un tempo, un destino. Il fato singolare del barone-generale Román Fiodórovic von Unger-Sternberg", in: Vie della Tradizione, n. 29, aprile-giugno 1991.
- "Le vie dei Tantra" (prima parte), in: Vie della Tradizione, n. 83, luglio-settembre 1991.
- "Le vie dei Tantra" (seconda parte), in: Vie della Tradizione, n. 84, ottobre-dicembre 1991.
- "Memorie religiose di Roma", in Futuro presente, n. 3, autunno 1993.
- "La coscienza-deposito (Alaya-Vijnana) quale fondamento epistemologico della realtà", in: Vie della Tradizione, n. 94, aprile-giugno 1994.
- "Appunti sull'arte regia: concentrazione, meditazione, contemplazione", in: Mos Maiorum, n. 3, dicembre 1994.
- "L'esilio occidentale e il ritrovamento della luce. Variazioni sul tema dell'"Isola Iniziatica", in: Mos Maiorum, n. 4, marzo 1995.
- "La metafisica del sacro. Il fuoco vedico. Agni", in: Mos Maiorum, anno II, aprile 1995.
- "Valore della Speculazione Indiana Tradizionale per il Moderno Occidente", in Heliodromos, n. 8, autunno 1995.
- "La concezione sacrale della Terra in Asia in particolare in India e Iran", in: Vie della Tradizione, n. 107, luglio-settembre 1997.
- "The Fundamental Psychology of Shamanism in Asia and America (As seen through a Hindu's Scholar Eyes), in: Eranos Yearbook, 1997, vol. 66, pp. 11-15.
- "Excerpts from Symbols and Creative Imagination - Notes about the Methapysics of Symbols", in: Eranos Yearbook, 1997, vol. 66, pp. 45–47.
- "La immaginazione quale poiesis del sacro nella meditazione filosofica indiana e nella gnosi islamica", in: Letteratura-Tradizione, n. 3, marzo-maggio 1998.
- "Le radici storiche e culturali dell'arditismo", in: Letteratura-Tradizione, n. 4, giugno-agosto 1998.
- "Il Bodhicitta e la "memoria" del risveglio", in: Viàtor, Annuario del G.E.R., anno III, 1999.
- "Orientamenti epistemologici della medicina indiana", in: Letteratura-Tradizione, n. 5, gennaio 1999.
- "Mondo simbolico e mondo reale", in: Letteratura-Tradizione, n. 6, aprile 1999.
- "La tipologia del guerriero", in: Letteratura-Tradizione, n. 7, luglio 1999.
- "Psicologia e metafisica della guerra d'ogni tempo", in: Letteratura-Tradizione, n. 7, luglio 1999.
- "La regalità iranica e i suoi riflessi nelle istituzioni dell'Occidente", in: Viàtor, Annuario del G.E.R., anno IV, 2000.
- "L'esperienza "gnostica" del pensiero orientale", in: Letteratura-Tradizione, n. 9, gennaio 2000.
- "L'assurdo come doppia dimensione del reale in Franz Kafka", in: Letteratura-Tradizione, n. 10, primavera 2000.
- "La 29ª divisione granatieri SS" , in: Arthos, Genova, nuova serie, n. 7-8, gennaio-dicembre 2000.
- "Massimo Scaligero Amico e Maestro", in L'Archetipo, anno VI, n. 3, gennaio 2001.
- "Julius Evola: per una impersonalità attiva", in: Julius Evola un pensiero per la fine del millennio. Atti del convegno di Milano 27-28 novembre 1998 - Centro Congressi "Le Stelline", Fondazione Julius Evola, Milano, 2001.
- "Agni-Ignis. Metafisica del Fuoco Sacro", in La Cittadella, anno I, n. 4, ottobre-dicembre 2001.
- "L'oro, la moneta, la ricchezza", in: Letteratura-Tradizione, n. 20, primavera 2002.
- "I consigli per la vita militare di Pio Filippani-Ronconi", in La Cittadella, anno II, n. 8, ottobre-dicembre 2002.
- "In 7 punti: l'oro, la moneta, la ricchezza", in: L'Archetipo, anno VIII, n. 6, giugno 2003.
- "Le radici storiche e culturali dell'arditismo", in La Cittadella, anno V, n. 17, gennaio-marzo 2005.
- "I molteplici stati di coscienza nello Yoga e nello sciamanesimo", su simmetria.org.
- Ristampa degli Scritti di Pio Filippani-Ronconi per Vie della Tradizione, Vie della Tradizione, Palermo, 155-156, 2010.
- Ristampa degli Scritti di Pio Filippani-Ronconi per Vie della Tradizione, II parte, Vie della Tradizione, Palermo, 159-160, 2012.

### Periodici
- Luigi Papo de Montona, Pio Filippani Ronconi, in : Il Granatiere, n. 2, Roma, Associazione Nazionale Granatieri di Sardegna, 4 aprile-giugno 2010,  pp. 10-11.